# Julia Ioffe
Julia Ioffe (Aussprache /ˈdʒuːli.ə ˈjɒfi/, russisch Юлия Иоффе, * 1982 in Moskau, Sowjetunion) ist eine russisch-US-amerikanische Journalistin. Sie gilt als Russland-Expertin und arbeitete in den Ressorts für Außenpolitik für verschiedene renommierte Zeitungen, darunter The Atlantic, The Washington Post, The New York Times, Foreign Policy, Forbes, The New Republic und Politico.

## Leben
Ioffe wurde in Moskau als Kind jüdischer Eltern geboren. Im Alter von sieben Jahren wanderte sie mit ihrer Familie im Jahr 1990 auf legalem Weg in die USA ein – nach eigener Aussage, um dem weit verbreiteten Antisemitismus in der Sowjetunion zu entfliehen. Dies geschah im Rahmen einer für jüdische Sowjetbürger seit 1988 möglichen Familienzusammenführung, die innerhalb einiger Jahre etwa 60 Verwandte und sonstige Angehörige umfasste. Ioffe studierte Sowjetische Geschichte an der Princeton University und arbeitet seit ihrem Abschluss als Journalistin. Sie spricht fließend Russisch, besitzt jedoch keine russische Staatsangehörigkeit.

## Tätigkeit als Journalistin
Von Beginn ihrer Karriere an konzentrierte sich Ioffe auf die Berichterstattung über Russland und die übrigen früheren Sowjetrepubliken, insbesondere die Ukraine. Im Jahr 2009 erhielt sie ein Fulbright-Stipendium und arbeitete für zwei Jahre als Russland-Korrespondentin für die Zeitungen The New Yorker und Foreign Policy. Später arbeitete sie als leitende Redakteurin im Ressort Außenpolitik für weitere renommierte Medien, darunter die New York Times, The New Republic und Politico. Seit 2017 ist sie Korrespondentin für nationale Sicherheit und Außenpolitik bei der Zeitung The Atlantic.
Ioffe tritt häufig als Kommentatorin oder in Diskussionsrunden bei großen Nachrichtensendern in den USA auf. Im Oktober 2017 befand sie sich unter den Experten, die vom Fernsehsender PBS für die Sendereihe The Putin Files zum Thema der russischen Einflussnahme in den US-Wahlkampf 2016 interviewt wurden. Außerdem nahm sie als Diskutantin und Sprecherin an vielbeachteten Konferenzen zum Thema Außenpolitik und nationale Sicherheit teil, z. B. beim Aspen Institute und dem Council on Foreign Relations. Sie war zweimal als Finalistin für den renommierten Journalistenpreis Livingston Award nominiert.
In ihrer Berichterstattung äußert sie sich oft kritisch gegenüber der russischen Regierung und dem russischen Präsidenten Wladimir Putin, wofür sie nach eigenen Angaben angefeindet und als „Verräterin“ beschimpft wurde.
Im Februar 2014 berichtete sie für die Zeitung The New Republic vor Ort über die Euromaidanproteste in der Ukraine, die zum Sturz des damaligen Präsidenten Wiktor Janukowytsch führten. Über ihre Erfahrungen verfasste sie Gastbeiträge in der Kyiv Post.

## Porträt von Melania Trump und die Folgen
Im April 2016 veröffentlichte Ioffe im Magazin GQ ein Porträt von Melania Trump, der Ehefrau des seinerzeitigen Präsidentschaftskandidaten Donald Trump. Für den Beitrag wurde vor allem Melania Trump selbst interviewt; Ioffe recherchierte jedoch auch in ihrem Heimatland Slowenien. Sie berichtete unter anderem über ein Verfahren wegen Steuerhinterziehung gegen Melania Trumps Vater in den 1970er Jahren und über einen der Öffentlichkeit zum damaligen Zeitpunkt unbekannten Halbbruder aus einer früheren Affäre des Vaters. Die Washington Post bewertete Ioffes Reportage als „exzellent“. Donald Trump bezeichnete sie als unfair. Von einem Kommentator des Trump nahestehenden Netzwerkes Fox News wurde der Beitrag als „herablassend“ beschrieben. Ioffe selbst gab gegenüber dem TV-Sender CBS an, der Beitrag enthalte etwas „schmutzige Wäsche“; über solche Sachverhalte zu berichten, sei jedoch ihr Job als Journalistin.
In der Folge erhielt Ioffe per E-Mail und über soziale Medien Hassbotschaften bis hin zu Morddrohungen mit zum Teil antisemitischem Hintergrund. Unter anderem wurde ihr eine Fotomontage zugesandt, die sie selbst in KZ-Häftlingskleidung mit Judenstern zeigt. Der Absender habe den Hinweis angefügt, sie solle rechtzeitig „ihre Diamanten schlucken“. Außerdem habe sie anonyme Anrufe erhalten, in denen Redeauszüge Adolf Hitlers abgespielt worden seien. Melania Trump äußerte dazu die Ansicht, Ioffe habe die Anfeindungen durch ihren Beitrag „selbst provoziert“. Sie selbst habe „keine Kontrolle über ihre Fans“. Auch Donald Trump weigerte sich, sich davon zu distanzieren.

## Entlassung bei Politico
Im Dezember 2016 veröffentlichte Ioffe sexuell anzügliche Posts auf Twitter, in denen sie Donald Trump scherzhaft eine mögliche sexuelle Beziehung zu seiner Tochter Ivanka vorwarf, da Ivanka statt Melania die Räume der First Lady im Weißen Haus eingenommen hatte. Politico entließ sie daraufhin von ihrem Posten als Journalistin und entschuldigte sich.